# Taszilunpo
Taszilunpo (tyb.: བཀྲ་ཤིས་ལྷུན་པོ་, Wylie: bkra shis lhun po, ZWPY: Zhaxilhünbo; chiń. upr. 扎什伦布寺; chiń. trad. 扎什倫布寺; pinyin Zhāshílúnbù Sì) – buddyjski zespół klasztorny, położony w pobliżu miasta Xigazê, Tybetański Region Autonomiczny, Chiny. Należy do szkoły Gelug.

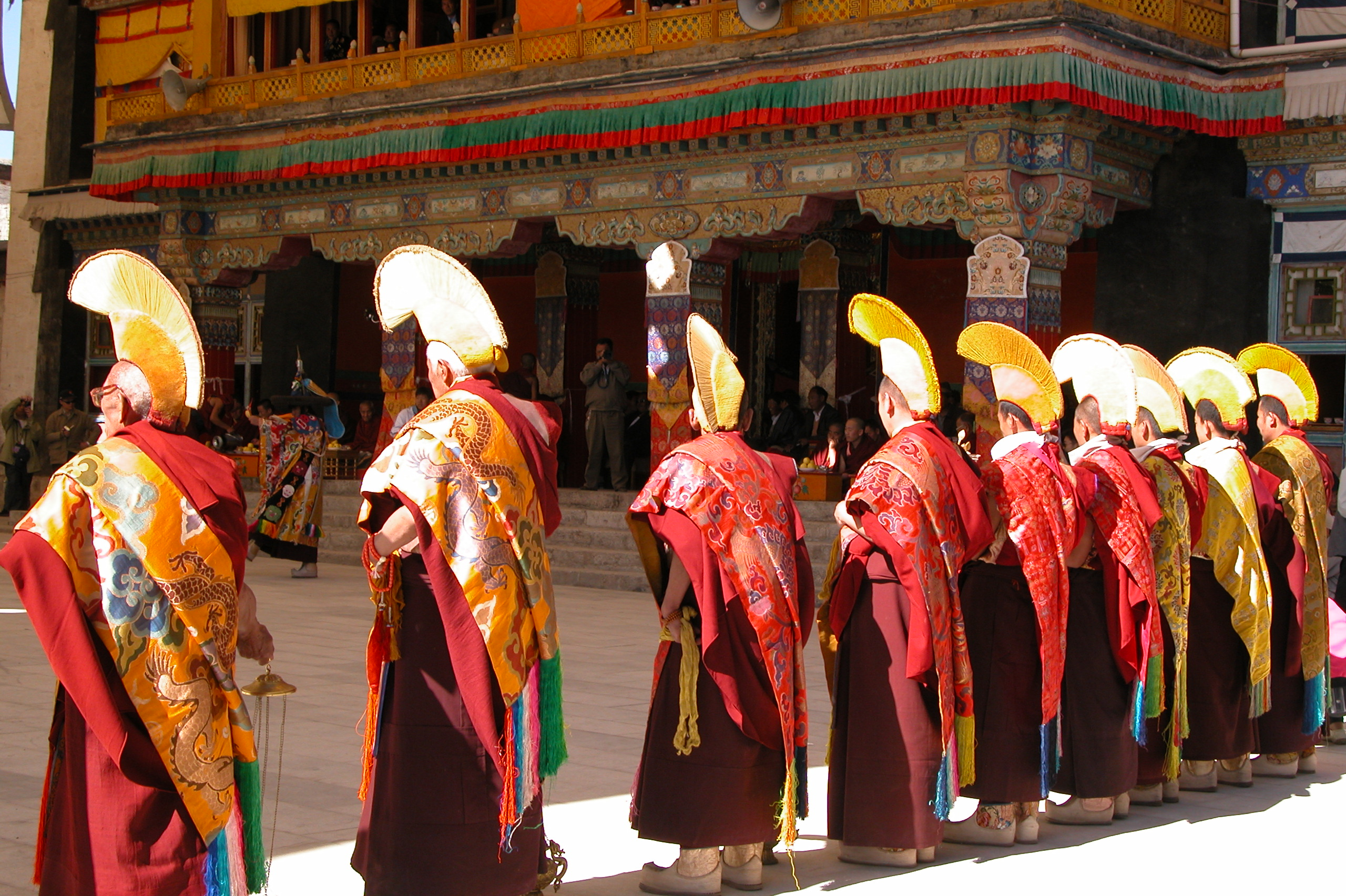
Mnisi w klasztorze Taszilunpo

Został zbudowany przez w roku 1447 przez Gendun Drupa, pierwszego Dalajlamę. Klasztor ten stanowił tradycyjną siedzibę kolejnych Panczenlamów. W okresie największej świetności w klasztorze mieszkało 4000 mnichów, obecnie zaledwie kilkuset.
W północnej części kompleksu klasztornego znajduje się świątynia Jamkhang Chenmo, która mieści pozłacany posąg Maitrei wysokości 26 m. Kolejny budynek zawiera złoty, ozdobiony klejnotami grobowiec X Panczenlamy z 1994 r. Obok jest 11-metrowy czorten, w którego wnętrzu pochowany został IV Panczenlama. Naprzeciw czortenu znajduje się rozległy budynek Kelsang Lhakhang, gdzie w sali zgromadzeń stoi tron panczenlamy, a w kaplicy są grobowe czorteny z ciałami m.in. Gendun Drupa i kilku pierwszych panczenlamów.